# Tom és Jerry
A Tom és Jerry (eredeti cím: Tom and Jerry) 1940-től 1967-ig futott amerikai rajzfilmsorozat, amelyet eredetileg a mozikban vetítettek. A sorozatot William Hanna és Joseph Barbera írta és rendezte a Metro-Goldwyn-Mayer filmstúdió számára. Annyira népszerűvé vált a két figura, hogy még napjainkban is készítenek kisebb epizódokat, vagy egész estés filmeket. 2020 decemberében egy élőszereplős változatot is bemutatnak a két főszereplőről (ám a koronavírus-járvány miatt 2021 márciusában mutatták be). A sorozat epizódjai – számos egyéb kitüntetés mellett – összesen hét Oscar-díjat nyertek. A mozifilm-sorozat technicolor eljárással készült. Műfaját tekintve filmvígjáték-sorozat. Amerikában 1940. február 10. és 1967. szeptember 8. között vetítették le először a mozikban. Magyarországon a televízióban vetítették le, először az MTV1-en 1988 és 1989 között, utána a MTV2-n, aztán a Cartoon Network-ön, majd a Boomerang-on és később a Cool TV-n meg az RTL II-n.

## Történetük
William Hanna és Joseph Barbera összesen 114 epizódot készített 1940 és 1957 között az MGM stúdió animációs részlegénél Hollywoodban, Kaliforniában. 1957-ben az MGM bezárta az animációs részlegét, azzal a jelmondattal, hogy az ismétlések ugyanannyi jövedelmet hoznak, mint az újonnan készítettek.
1960-ban az MGM stúdió arra a döntésre jutott, hogy mégis folytatni kellene a sorozatot, ezért Joe Vogel (akit a döntés miatt később kirúgtak) ötlete alapján újabb 13 Tom és Jerry epizód készült a Rembrandt Films gondozásában, Csehszlovákiában, Gene Deitch (1924–2020) vezetésével. Ekkor a producer William L. Snyder és a zeneszerző Steven Konichek (eredeti nyelven Štěpán Koníček) volt. (Érdekesség, hogy a stáb tagjainak neveit angolosították, mivel az akkori hidegháborús helyzetben erősen élt az amerikai társadalomban a kelet-európaiakkal szembeni ellenszenv, hogy mindannyian kommunisták.)
Az újabb epizódok 1963-tól ismét Hollywoodban készültek, Chuck Jones vezetésével 1967-ig. Chuck Jones 30 évig dolgozott a Warner Bros. animációs részlegénél, ahol a Bolondos dallamok rendezője volt. Ekkor Jones mellett dolgozó animátorok is otthagyták a Warner Bros.-t, és megalapították a Sib Tower 12 stúdiót (aminek a neve 1964-ben MGM Animation/Visual Arts lett), ahol a Tom és Jerry sorozatot folytatták. Jones összesen 34 részt készített, ezek színvonala megközelítette az eredeti Hanna és Barbera által készítettekét.
A Tom és Jerry később újra megjelent a televízióban az 1970-es, '80-as és '90-es években új részekkel, Joseph Barberának, William Hannának és a Filmation Studios-nak köszönhetően. Jelenleg a Warner Bros. rendelkezik a Tom és Jerry jogaival, és készíti a megszokott szereplőkkel - például Tom macska, Jerry egér, Cövek bulldog, Mufurc kandúr - az új televíziós sorozatokat illetve filmeket.
A Tom és Jerry sorozat születése Rudolf Isingnek köszönhető, aki az első, az Elbocsátás (Puss gets the boot) című epizód producere volt. Eredetileg Ising a két rajzfilmfigurát Jaspernek, és Jinxnek nevezte el, többször hallhatni, hogy a macskát eltartó asszony rászól:
„Jasper?! Jasper! Mm-hmm… that no-good cat!” - azaz - „Jasper?! Jasper! Mm-hmm… az a mihaszna macska!”

## Cselekmény és szerkezet
Jóllehet csak kevesek előtt ismert, de a két főszereplőnek teljes polgári neve van: Tom neve ifj. Thomas Jasper, míg Jerry-é Gerald Jinx. Tom fajtáját tekintve egy orosz kékmacska.
Az epizódok középpontjában rendszerint Tomnak Jerry elfogására irányuló sikertelen kísérletei állnak. Tom a legtöbbször nem is akarja megenni Jerryt, és néhány részben a páros valójában egészen jól kijön egymással, vagy egy-egy csetepaté közben egymás segítségére sietnek (olykor egymás életét mentik meg), így az ellenségeskedés hátterében valószínűleg csak a hagyományos, ősi ösztönből fakadó macska-egér ellentét áll.
Az egyes epizódok a bennük megjelenő erőszakról is híresek; ám egy rész sem tartalmaz véres jeleneteket, és ezek a részek is inkább humorosak, mint durvák – a sajátos képi humor és zene hatására. Hatalmas esések, balesetek, ütések és ütlegelések, verekedések képezik le a rajzfilmben látható erőszakot, jóllehet akkoriban még mindez elég szokatlan és durva volt, később már tompult, amikor a filmvásznon szélsőségesebb ábrázolásmódot alkalmazó erőszakfilmek jelentek meg.
Az epizódok cselekménye általában egymástól független, mind-mind önálló történetet mesélnek el. A későbbi epizódokban jellemző, hogy mindig új környezetbe helyezik őket, gyakran különböző történelmi korokban, s mindig akkor látják egymást életükben először.
A háttérzene szintén fontos szerepet tölt be a részek alatt, hangsúlyozza a cselekményt és érzelmeket is kölcsönöz az egyes jeleneteknek. A zenei rendező, Scott Bradley összetett műveket alkotott, amelyek a jazz, a klasszikus zene és a korabeli popzene elemeit ötvözik. Ritkán átvettek részleteket más zeneszámokból. A Zongorakoncert c. epizódban Liszt Ferenc Magyar rapszódiája hangzik el. A "karmester" című részben Johann Strauss: A denevér című műve hangzik el. A sorozatban gyakran hallható fekete macska feltűnésekor, aki sokszor kóbor kandúr, Yip Harburg és Harold Arlen Over the Rainbow c. száma, ami az 1939-es Óz, a csodák csodája c. filmklasszikus betétdala, melyet háromszor használták aláfestő zeneként, s rajta kívül sok musical slágere (pl. Broadway Melody of 1936, Találkozunk St. Louis-ban, Horgonyt fel!) egy-egy ismerős részlete csendül fel a rajzfilmben, melyek gyakran bizonyos szereplők személyiségét hivatottak jellemezni, vagy pedig egy adott szituációt festenek alá. Jerry kisegér kacagását vékonyhangú hegedűjátékkal pótolták. Az 1962-ben megjelent Az operában című epizódban Georges Bizet Carmen című operáját vezénylik. A '64-ben megjelent Egyszer fent aztán lent epizódban Gioachino Rossini A sevillai borbély címűt éneklik.
Általánosságban elmondható, hogy nem fordul elő szöveg a rajzfilmben, leszámítva néhány epizódot; a Tom és Jerry közötti dialógusok főleg felordításokból és felkacagásokból állnak, amelyet gyakran trombita, vagy más hasonló hangszer szólaltat meg.

## Formátumok

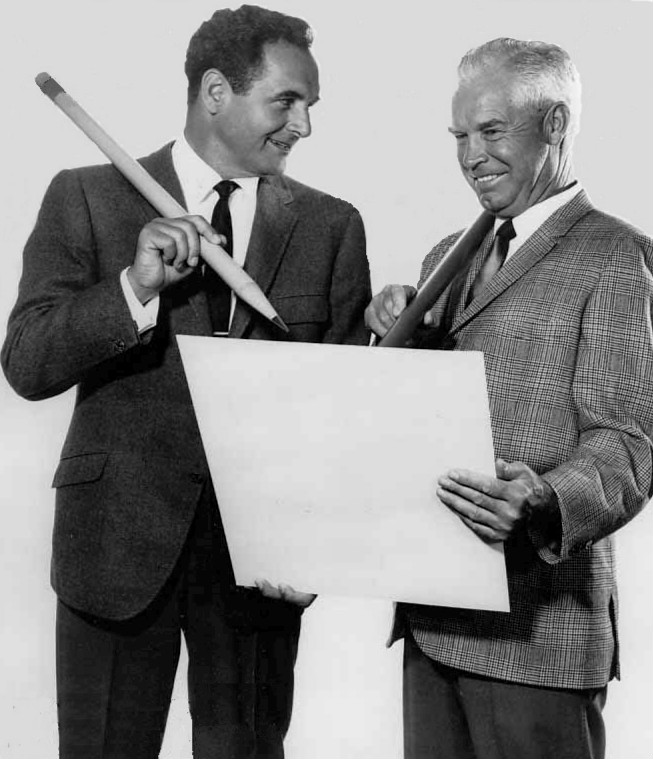
Joseph Barbera és William Hanna

1954 előtt minden Tom és Jerry epizód standard 35 milliméteres Academy film formátumban volt rögzítve, 1954-től kezdve néhány rész mind standard, mind szélesvásznú CinemaScope formátumban. 1956-tól az MGM rajzfilmstúdió bezárásáig az epizódok kizárólag CinemaScope formátumban készültek, a hangok némelyikben pedig egyfajta sztereofonikus (térhatású) módon voltak rögzítve. Ezekben az években a cseh Václav Bedřich is rendezte a rajzfilmet, illetve a stábban dolgozott egy másik cseh nemzetiségű zeneszerző, Štěpán Koníček (Steven Konichek) is. Ekkoriban a rajzfilm kidolgozása csaknem ugyanolyan volt mint az akkori csehszlovák rajzfilmeké. Az 1960-as Gene Deitch – Chuck Jones részek Academy formátumban lettek rögzítve, ám kompatibilis módon a szélesvásznú Academy formátummal. Minden Hanna–Barbera rész Technicolorban, a '60-as évekbeli epizódok pedig Metrocolorban készültek.

## Cenzúra

Két Cipő asszony lecserélve a tinédzserlányra Chuck Jones és csapata közreműködésével a Szombat esti macskabuli című epizódban

Egy képernyőkép a Nehéz a béke című epizódból. A szereplőkre rácsapódik a sár egy száguldó, húst szállító autó miatt. Ezt a jelenetet a későbbi televízióba való kerüléskor cenzúrázták és sokáig nem adták le tévében, bár mostanában ismét leadják ezzel a korábban kihagyott részlettel a tv csatornák.

A rajzfilmsorozatot több tévécsatorna is cenzúrázta. Ilyen cenzúrázott jelenetek voltak például Tom dohányzásai (amely szokásával gyakran akarta lenyűgözni aktuális szerelmi bálványát), vagy amikor a szereplőket fekete arccal mutatták egy-egy robbanás után. A Mammy Two Shoes (magyar fordításban: Két Cipő Asszony) szereplő ábrázolását gyakran tekintik rasszistának, mert egy fekete asszony volt, akinek egy egér fészkelt a házában. Ezért Chuck Jones vezetésével több epizódban kicserélték az asszonyt egy fehér, vékony nőre. Ilyen rész például a Szombat esti macskabuli, melyet nem szinkronizálták magyarra, így amikor a fehér hölgy telefonál, zene hallatszódik. Bár a legtöbb eredeti, magyar szinkronizáláskor nem vették figyelembe a cenzúrázásokat, kivétel például a Nehéz a béke. A legelső, Elbocsátás részben Két Cipő Asszony eredeti szinkronját politikailag inkorrektnek tartották, és emiatt újraszinkronizálták. (Az új szinkronizálásban már Jasper helyett Thomast mond.)
A politikai-faji kifogású kritikákon túl gyerekpszichológusok is gyakran kritizálják a rajzfilmet az erőszakos tartalmak (a verekedések és balesetek) miatt. Meglehetősen kifogásolható az Egerész ötperc azon jelenete, amikor Tom ajándékdobozba csomagolja magát és így próbálja lépre csalni Jerryt. Jerry nem tudja mi van a dobozban, átszúrja ezért tűkkel, s bár a szúrásokat Tom még kibírja, de aztán Jerry kettéfűrészeli a dobozt, s amikor belsejébe néz, riadt szemei engednek csak következtetni arra, milyen látvány is fogadhatta a doboz belsejében.
Az eredeti angol nyelvű változatban nem egyszer fordulnak elő sikamlós, kétértelmű, gyakran obszcenitásra valló szófordulatok, amelyek viszont nem kerültek kicenzúrázásra. Ilyen az id. Alexandre Dumas-féle A három testőr alapján készült epizódok, ahol Jerry és kis barátja Tuffy két testőrt (macskétást, angolul mouseketeer) játszik és gyakran meg kell vívniuk Tommal, aki a bíboros macskája. Tuffy jellegzetessel francia akcentussal beszéli az angol nyelvet az eredeti változatokban. Tomot gyakran nevezi Pushycat-nek (angolul helyesen Pussycat) és szokása a kardjával fenékbe döfni Tomot az alábbi felkiáltással: Touché Pushycat! A pussycat jelentése lehet cicamica, amely a macska becéző alakja. Van azonban egyfajta vulgáris jelentése is, mivel a női nemiszervnek is ez az egyik elnevezése angolul. A Touché Pussycat utalás lehet a szexuális aktus során történő behatolásra.
Az erőszakos jeleneteket parodizálandóan a Simpson család c. amerikai rajzfilmsorozatban is látható néhány másodperc erejéig a Frinci és Franci (Itchy and Scratchy) c. sorozat, amely a Tom és Jerry görbetükre. Ebben a rövidke epizódokból álló sorozatban egy macska és egy egér sorozatos összecsapásai láthatóak igen brutális jelenetekkel, ahol például az egér egyik alkalommal feldarabolja a macskát egy fejszével.
A cenzúrák későbbi megszüntetésének oka a szemléletmód váltásban keresendő. Manapság már bizonyos jeleneteket kevésbé ítélnek durvának, vagy rasszistának, mivel a későbbiekben rendre bukkantak fel sokkal ízléstelenebb, a szabályokat áthágó médiatermékek, amelyek cenzúrájára nem került sor. Az ezekben tapasztalható durvaságok, vagy szélsőséges messze meghaladják a Tom és Jerry kétértelmű kilengéseit.

## Díjak
A sorozat hét része Oscar-díjat nyert.
Az Oscar-díjat nyert epizódok:
- 1943: Jerry, a jó hazafi (The Yankee Doodle Mouse)
- 1944: Egerész ötperc (Mouse Trouble)
- 1945: Csendet kérünk! (Quiet Please!)
- 1946: Zongorakoncert (The Cat Concerto)
- 1948: A kis árva (The Little Orphan)
- 1951: A két muskétás (The Two Mousekeeters)
- 1952: A bécsi egér (Johann Mouse)

## Tom és Jerry szerte a világban
A Tom és Jerry sok országban sikeres rajzfilmsorozat volt, és adaptálása sem volt különösebben nagy feladat a párbeszédek hiánya miatt. A Tom és Jerry hosszú ideig igen sikeres volt Németországban, ahol a sorozatot rímekben írt narrációval látták el, amely további humoros tartalmat adott a rajzfilmnek. Magyarországon és Csehszlovákiában egyike volt a néhány nyugati rajzfilmnek, amelyet (először 1988-ban) a kommunizmus bukása előtt sugároztak.
A brit BBC a rajzfilmet váratlan műsorváltozásokkor sugározta (például élő adások megszakadásakor).

## Egyéb formában
A Tom és Jerry 1942-től kezdődően képregény formájában is megjelent, számos változatban. A páros videójátékokban is szerepet kapott, megjelentek a Nintendo Entertainment System és Super NES, de újabb platformok, mint például a PlayStation 2, Xbox, és Nintendo GameCube képernyőin is. A rajzfilmeknek számos DVD és kazetta kiadása is volt. Magyarországon 1986 decembere és 1989 decembere között Tom és Jerry címmel megjelent a Móra Ferenc Ifjúsági Könyvkiadó gondozásában egy képregénysorozat.

## Más média

### Tévéfilmsorozatok
- Tom és Jerry új kalandjai (ABC, 1975)
- Tom és Jerry vidám kalandjai (CBS, 1980-82)
- Tom és Jerry gyerekshow (FOX, 1990-94)
- Tom és Jerry újabb kalandjai (The CW, Cartoon Network, 2006-08)
- Tom és Jerry-show (Cartoon Network, Boomerang, 2014-2021)
- Tom and Jerry Special Shorts (HBO Max, 2021, Magyarországon még nem mutatták be)
- Tom és Jerry New Yorkban (HBO Max, 2021)
- Tom és Jerry (2023-) (ázsiai gyártású, Szingapúrban játszódó)

### Mozifilm
- Tom és Jerry – A mozifilm (1992)
- Tom és Jerry (2021)

### Videófilmek
- Tom és Jerry – A varázsgyűrű (2002)
- Tom és Jerry – Macska a Marson (2005)
- Tom és Jerry – Vigyázz, kész, sajt! (2005)
- Tom és Jerry – Tengerész egerész (2006)
- Tom és Jerry – A diótörő varázsa (2007)
- Tom és Jerry és Sherlock Holmes (2010)
- Tom és Jerry és Óz, a csodák csodája (2011)
- Tom és Jerry – Robin Hood és hű egere (2012)
- Tom és Jerry – Az óriás kaland (2013)
- Tom és Jerry – Az elveszett sárkány (2014)
- Tom és Jerry – Kémkaland (2015)
- Tom és Jerry Óz birodalmában (2016)
- Tom és Jerry – Willy Wonka és a csokigyár (2017)